# Incesticide
Incesticide är ett samlingsalbum av B-sidor och tidigare outgivna låtar av grungebandet Nirvana. Albumet utgavs den 14 december 1992 i Europa och dagen därpå i USA. Låtarna "Beeswax", "Downer", "Mexican Seafood", "Hairspray Queen" och "Aero Zeppelin" är från bandets första demo och "(New Wave) Polly" är en snabbare version av "Polly" från albumet Nevermind. Tre av låtarna är covers: "Turnaround" (Devo) samt "Molly's Lips" och "Son of a Gun" (The Vaselines), som tidigare getts ut på EP:n Hormoaning. Bilden på framsidan förekommer även i en kortare animering i dokumentären Kurt Cobain: Montage of Heck.

## Låtlista
Alla låtar är skrivna och komponerade av Kurt Cobain, om inte annat anges. 
| Nr  | Titel            | Kompositör                       | Längd |
| --- | ---------------- | -------------------------------- | ----- |
| 1.  | Dive             | Cobain, Krist Novoselic          | 3:55  |
| 2.  | Sliver           |                                  | 2:16  |
| 3.  | Stain            |                                  | 2:41  |
| 4.  | Been a Son       |                                  | 1:56  |
| 5.  | Turnaround       | Mark Mothersbaugh, Gerald Casale | 2:19  |
| 6.  | Molly's Lips     | Eugene Kelly, Frances McKee      | 1:54  |
| 7.  | Son of a Gun     | Kelly, McKee                     | 2:48  |
| 8.  | (New Wave) Polly | Cobain, Novoselic, Dave Grohl    | 1:48  |
| 9.  | Beeswax          |                                  | 2:50  |
| 10. | Downer           |                                  | 1:44  |
| 11. | Mexican Seafood  |                                  | 1:55  |
| 12. | Hairspray Queen  | Cobain, Novoselic                | 4:14  |
| 13. | Aero Zeppelin    | Cobain, Novoselic                | 4:41  |
| 14. | Big Long Now     |                                  | 5:04  |
| 15. | Aneurysm         | Cobain, Novoselic, Grohl         | 4:36  |